# EMD DE30AC y DM30AC
La locomotora EMD DE30AC y DM30AC son una clase de 46 locomotoras construidas entre 1997 y 1999 por Electro-Motive Division en la Super Steel Plant en Schenectady, Nueva York, para Long Island Rail Road de la Metropolitan Transportation Authority (MTA) en Nueva York. Originalmente dividida en partes iguales entre los dos tipos, la flota consta actualmente de 23 locomotoras DE30AC (solo diésel) y 20 locomotoras DM30AC (diésel o de tercer riel).

## Detalles
Las locomotoras DE30AC y DM30AC reemplazaron a las antiguas GP38, FA1/ FA2, F7A y F9A, y a las locomotoras MP15AC y SW1001, con las GP38 utilizadas para empujar y tirar de trenes diésel y otras locomotoras utilizadas para proporcionar energía en la cabecera de los trenes. Los cuerpos del DE30AC y del DM30AC son extremadamente similares; la diferencia es la capacidad del DM30AC para usar un tercer riel eléctrico mientras el motor diesel está apagado, lo que permite que la locomotora use los túneles del East River en la estación Penn. Esto permite el servicio directo desde líneas no electrificadas en el este de Long Island a través de las líneas principales electrificadas del oeste hasta Penn Station. Algunos trenes de este tipo circulan por día en las sucursales de Port Jefferson, Montauk, Oyster Bay y Greenport, generalmente durante las horas pico.
Los motores individuales funcionan con seis coches o menos y los motores se colocan en el extremo este (Montauk) del tren.Generalmente, se utilizan dos motores cuando hay siete o más automóviles.
De las 46 locomotoras originales, 44 todavía están en uso. Las locomotoras retiradas incluyen:
- DM30AC 503, que resultó dañada en un accidente en Huntington el 23 de octubre del 2000. Chocó contra un carrito de supermercado en las vías, lo que provocó un cortocircuito en el tercer riel y provocó que la locomotora se incendiara.[1] Se encontraba en la instalación de los talleres de Morris Park y había sido usada como repuestera para mantener el resto de la flota hasta julio de 2018, cuando fue desguazada.
- DM30AC 511, que resultó dañada en un accidente el 25 de mayo de 2019. Chocó contra un tren de 14 coches que se detuvo en un apartadero clasificado para 13 coches, lo que provocó que la locomotora perdiera una tercera zapata y sufriera daños en el bastidor. Ahora se encuentra en los talleres de Morris Park, lo más probable es que se utilice como repuestera antes de ser desechada.[2]

Además, DM30AC 507 sufrió una falla en el gabinete eléctrico. A diferencia de 503 y 511, se rescató convirtiéndolo en una locomotora DE30AC, se volvió a numerar a 423 y se volvió a poner en servicio.

### Reemplazo planificado
En diciembre del 2020, la junta de la Autoridad Metropolitana de Transporte de Nueva York aprobó un contrato de 335 millones de dólares financiado porAdministración Federal de Tránsito para 27 locomotoras de modo dual, basado en el diseño de las locomotoras Siemens Charger. El pedido también incluye opciones adicionales para hasta 144 locomotoras más, de las cuales 66 irán al LIRR. Las nuevas locomotoras reemplazarán a las antiguas locomotoras DE30/DM30AC existentes en el futuro.

## Galería

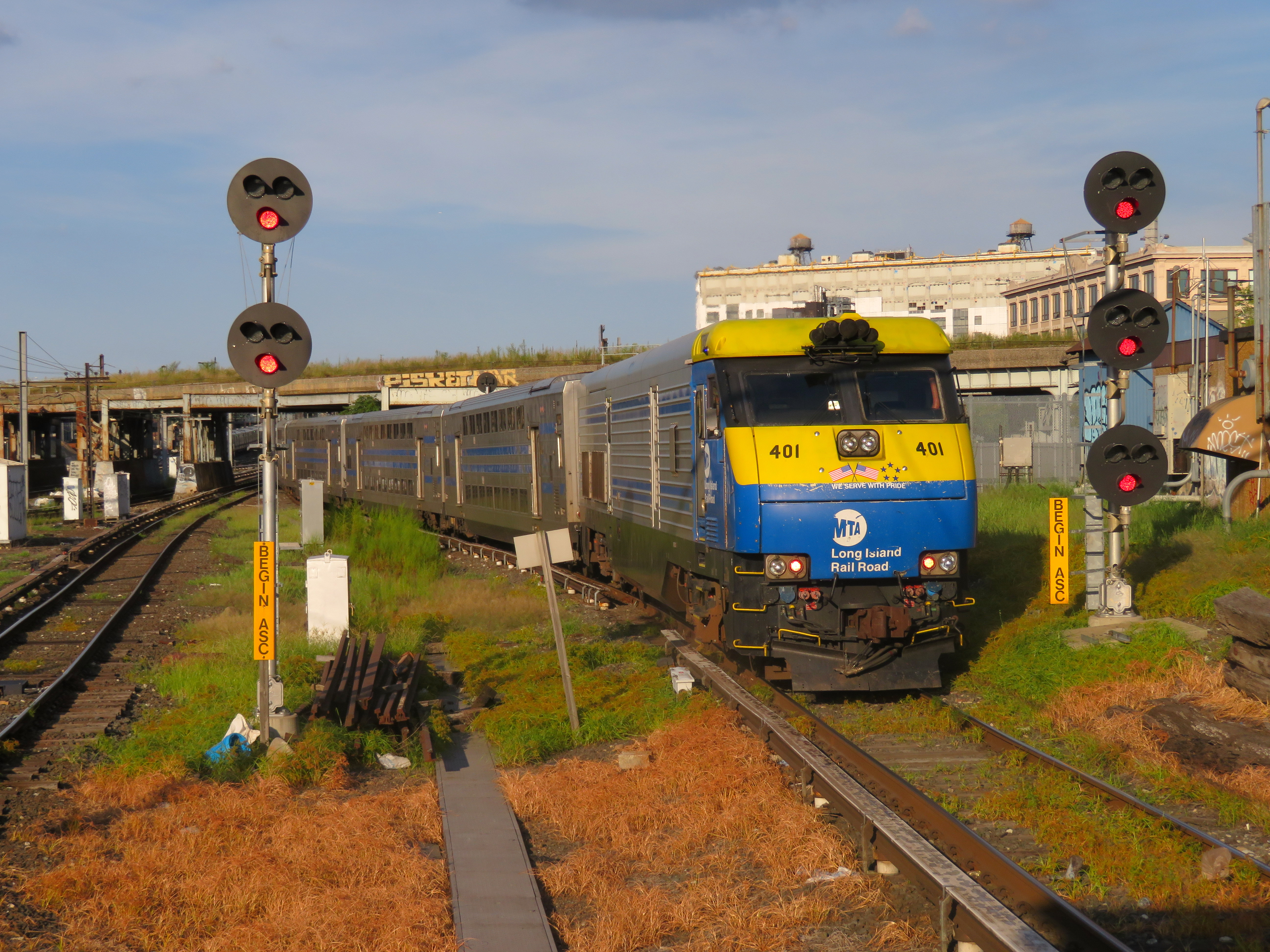
DE30AC # 401
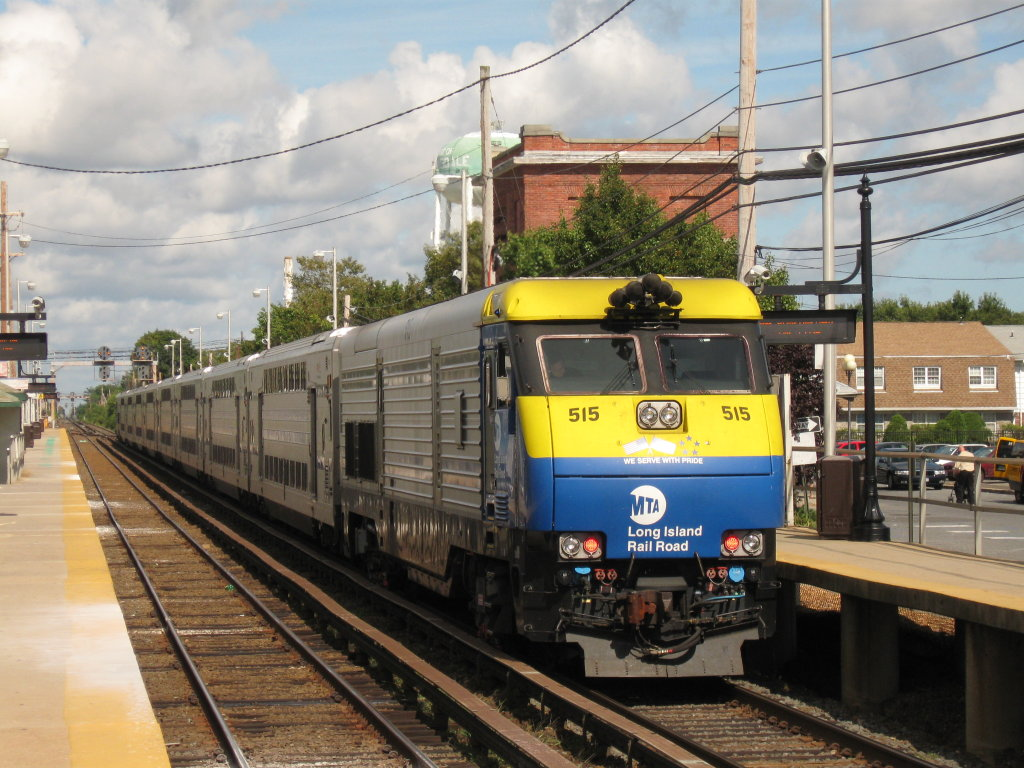
DM30AC # 515
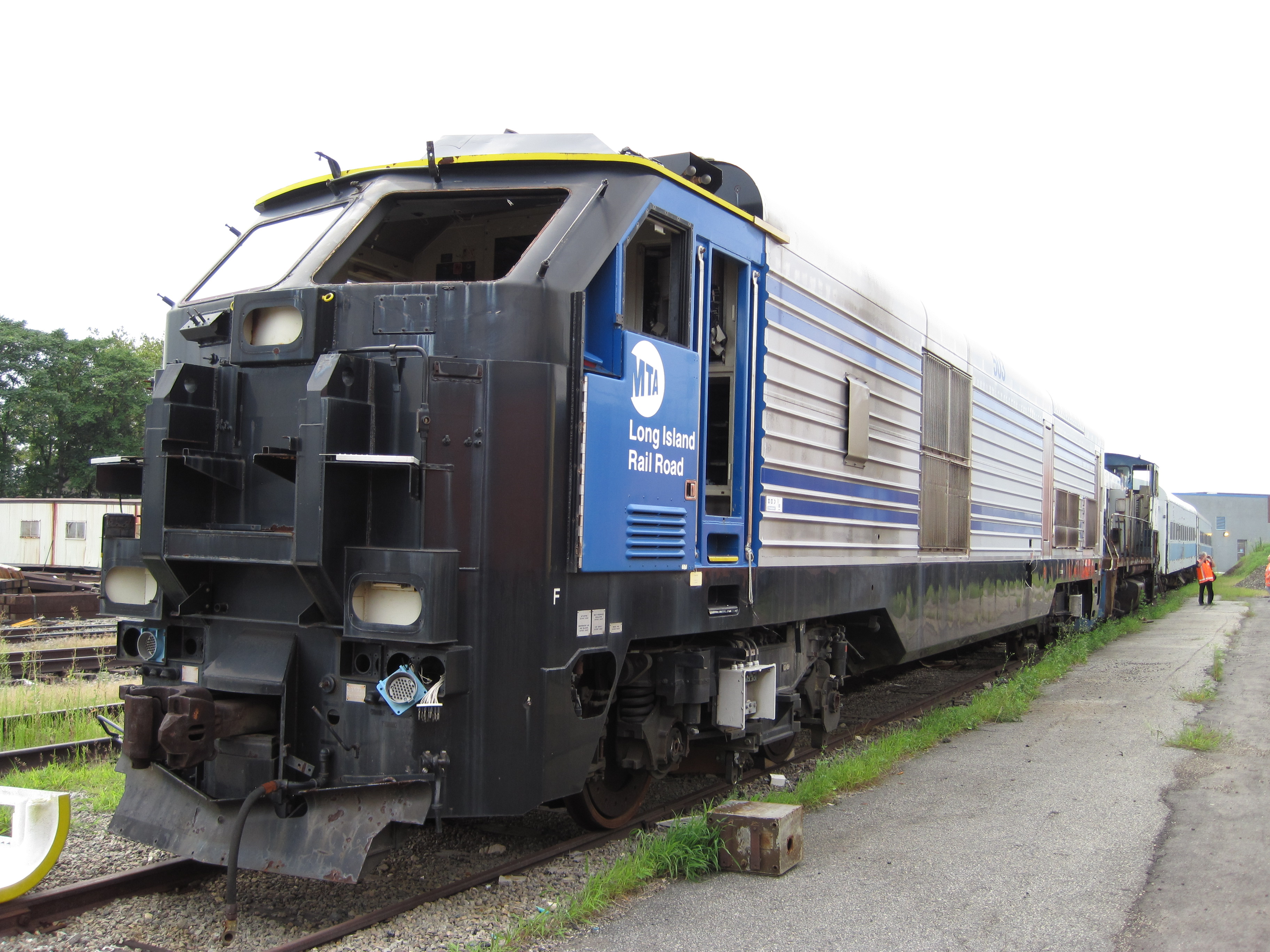
Los restos del motor # 503 (agosto de 2011)
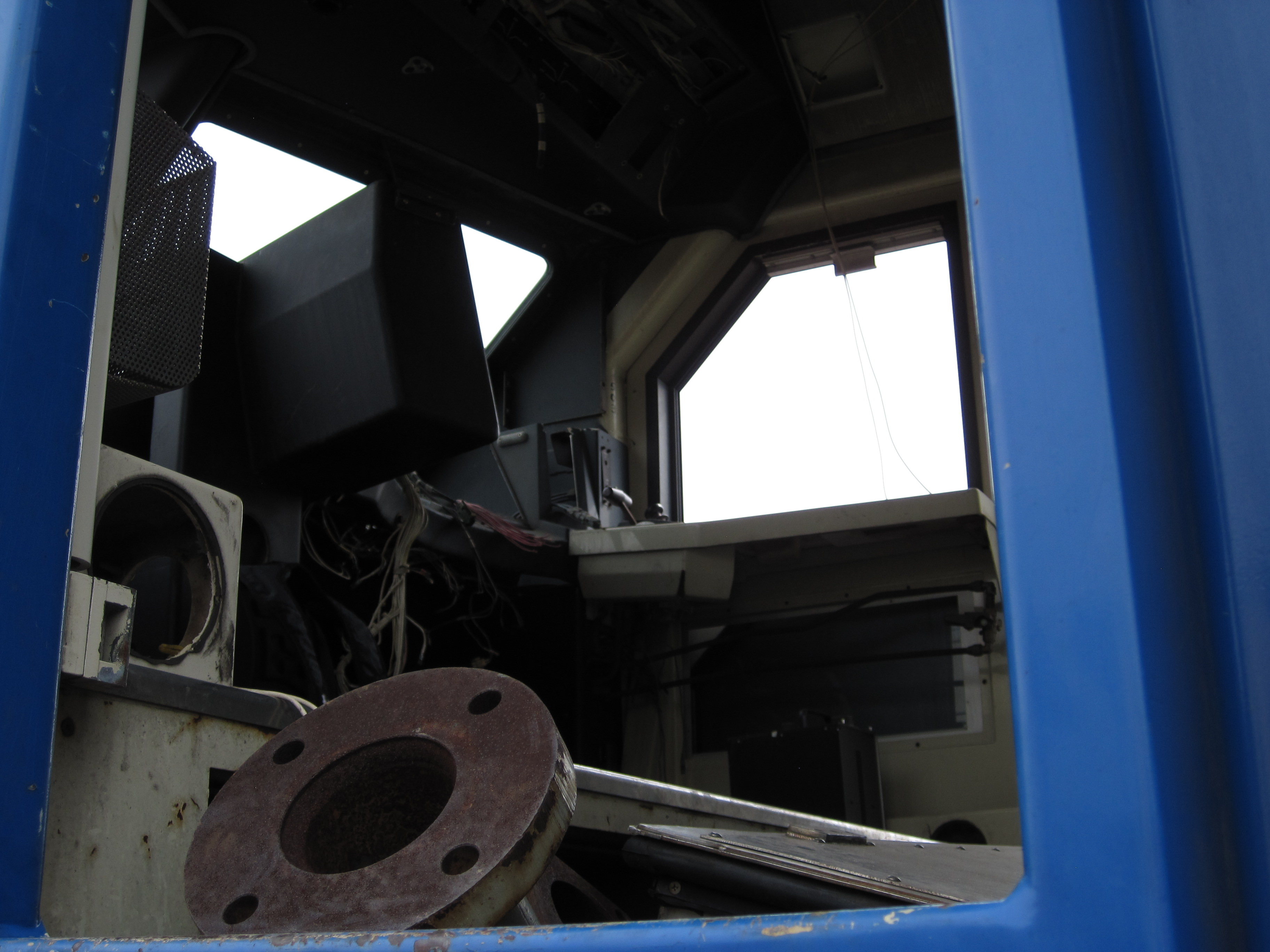
La cabina del motor # 503 (agosto de 2011)
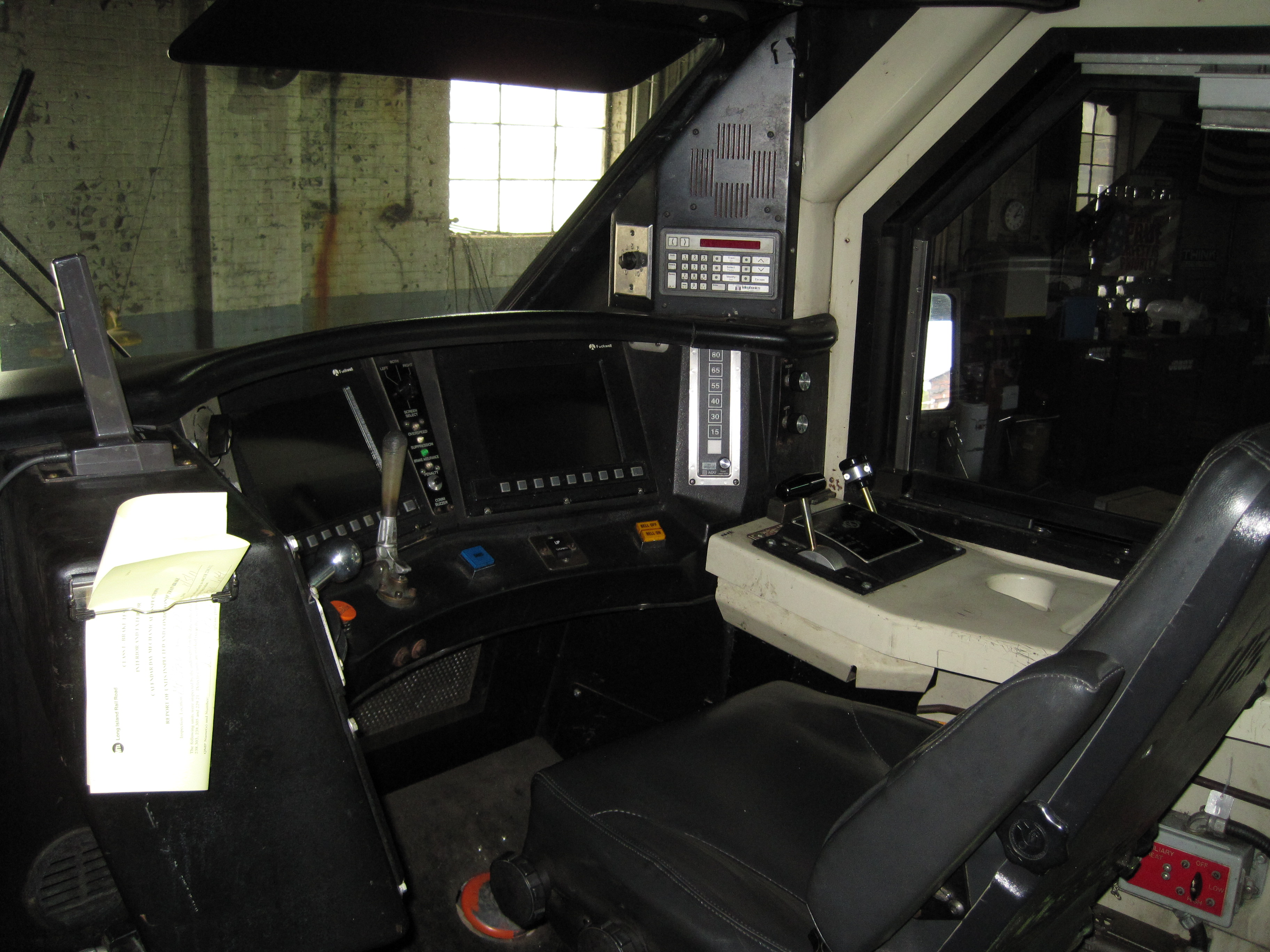
La cabina del motor # 513